# Why?
Why? är en låt framförd av den norska sångaren Geir Rönning. Låten var Finlands bidrag i Eurovision Song Contest 2005 i Kiev i Ukraina. Låten är skriven av Mika Toivanen och Steven Stewart.
Bidraget framfördes i semifinalen den 19 maj och fick 50 poäng vilket gav en artonde plats, inte tillräckligt för att gå vidare till finalen.